# إميل ميخائلوف
إميل ميخائلوف (بالبلغارية: Емил Михайлов)‏ هو لاعب كرة قدم بلغاري في مركز حراسة المرمى، ولد في 1 مارس 1988 في صوفيا في بلغاريا. لعب مع أكاداميك صوفيا ولودوغورتس رازغراد ونادي تشيرنو مور فارنا ونادي لوكوموتيف صوفيا.

## وصلات خارجية
- إميل ميخائلوف على موقع قاعدة بيانات كرة القدم.إي يو (الإنجليزية)
- إميل ميخائلوف على موقع Soccerway.com (الإنجليزية)